# Баштинская волость
Баштинская волость — административно-территориальная единица Александрийского уезда Херсонской губернии.
По состоянию на 1886 год состояла из 20 поселений, 20 сельских общин. Население 3491 человек (1729 мужского пола и 1662 женского), 610 дворовых хозяйств.
|                        | Площадь, дес. | В том числе пахотной, дес. |
| ---------------------- | ------------- | -------------------------- |
| Сельских общин         | 5719          | 1393                       |
| Частной собственности  | 27 305        | 5414                       |
| Казённой собственности | -             | -                          |
| Другой собственности   | 33            | 14                         |
| В общем                | 33 057        | 6821                       |

Самые большие поселения волости:
- Баштина — село при балке Баштиной в 55 верстах от уездного города, 551 человек, 111 дворов. За версту — лавка, бездействующий винокуренный завод. За 3 версты — кирпичный завод. За 12 вёрст — графитный рудник.
- Васильевка — село при реке Ингулец, 78 человек, 14 дворов, лавка.
- Водяная (Николаевка) — село при балке Водяной, 722 человека, 123 двора, православная церковь.

В конце 1880-х годов волость ликвидирована, территория вошла в состав Петровской волости Александрийского уезда.